# 馬歇爾獎學金
馬歇爾獎學金（英語：Marshall Scholarship），由英國國會根據1953年通過的馬歇爾援助紀念法案（Marshall Aid Commemoration Act）所設立的學士後研究所獎學金。這是英國對美國馬歇爾計畫所作的回報，獎學金主要用於獎勵美國人至英國求學。英國政府希望可以藉此加強美國與英國之間的外交關係，並且讓美國具有潛力的優秀學者能被受到英國生活與想法的影響。

## 历史
馬歇爾獎學金提供學生兩年全額的補助，可以申請延長到第三年。學生可以選擇英國任何一所大學就讀，而且不限制研究領域。但是大部份的學生都選擇到劍橋大學、牛津大學、倫敦帝國學院以及倫敦政經學院就讀。英國政府在1954年秋天，從700個申請中，挑選出八男四女，成為第一批接受馬歇爾獎學金的美國學生。目前已經有超過 1,500名學者曾經接受過這個獎學金。